# تافيت
التافيت (Taaffeite) هو من الأحجار الكريمة شديدة الندرة وبسبب هذه الندرة لم يذكر أي استخدام لهذه الأحجار إلا كمجوهرات وأحجار كريمة. أكثر ندرة بمليون مرة من الماس ومتانته ضعيفة لاستخدامه في المجوهرات.

## الإكتشاف
حمل المعدن أسم المكتشف ريتشارد تافت (1898-1967)الذي عثر علي العينات الأولي في محل مجوهرات في دبلن بايرلندا في أكتوبر من العام 1945 م، واشتراها باعتبارها إسبينل ، ولكنه لاحظ التناقضات فقام بإيداعها لدي مختبر غرفة التجارة والصناعة بلندن في 1 نوفمبر 1945 ، لتأتي النتيجة فيما بعد بانها ليست مؤكدة بان المعدن هو الإسبينل أو معدن جديد.
ويعد التافيت من الأحجار القليلة التي تم اكتشافها بعد التقطيع والصقل، وقد تم اعتماد هذا الأسم رسمياً من قبل الجمعية العالمية للأحجار الكريمة في عام 2002 م بدلاً عن الأسم الأول: magnesiotaaffeite-2N'2S..

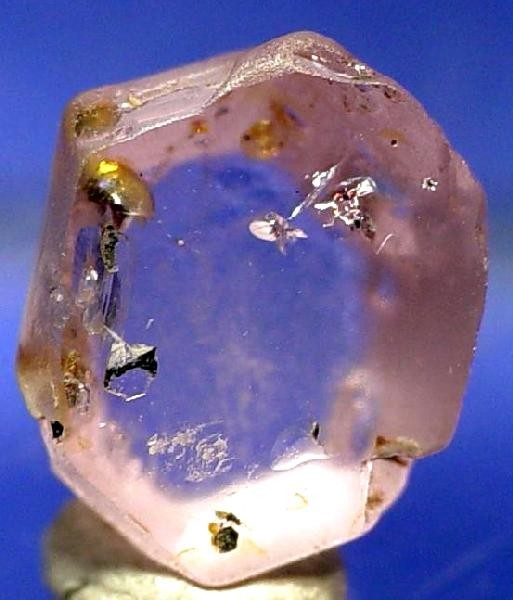
عينة من سريلانكا

## الخصائص
في عام 1951 أكد التحليل الكيميائي والأشعة السينية أن المكونات الرئيسية للتافيت تتكون من البريليوم والماغنسيوم والألومنيوم كمكونات أساسية، وهو المعدن الوحيد الذي يمتلك هذه الخاصية.
الخلط بين الإسبنيل والتافيت مفهوم لتطابق بعض السمات الهيكلية لدي الاثنين. كما يمكن ان يصنف التافيت باعتباره معدن وسيط بين الإسبنيل و الكريسوبيريل .لكن التافيت وخلافاً لمعدن الإسبنيل يعرض التافيت خاصية الانكسار المزدوج الذي يتيح التمييز بين هذين المعدنين.

## التشكل والتواجد
يتشكل التافيت في الصخور الكربونية إلى جانب الفلوريت، و الميكا، الإسبنيل و التورمالين. تم العثور على هذا المعدن النادر على نحو متزايد في رواسب الطمي في سري لانكا  و جنوب تنزانيا، [1] وكذلك بنسب أقل في الرواسب الكلسية في الصين.

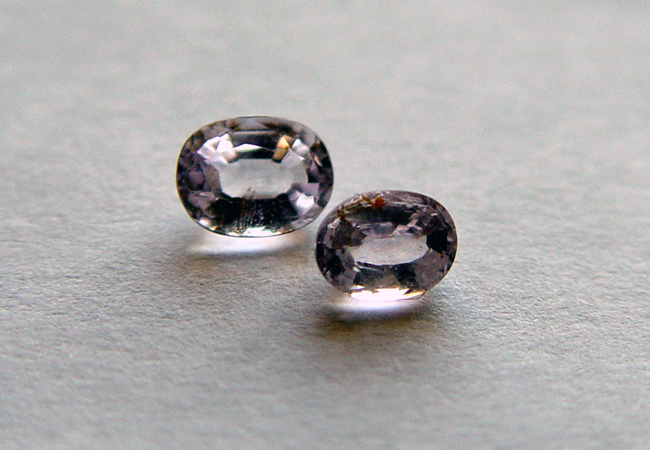
تافيت مصقول من تنزانيا, 0.37 قيراط,

.